# Антигва и Барбуда на Светском првенству у атлетици у дворани 2014.
Антигва и Барбуда је учествовала на 15. Светском првенству у атлетици у дворани 2014. одржаном у Сопоту од 7. до 9. марта седми пут. Репрезентацију Антигве и Барбуде представљала је једна атлетичарка, која се такмичила у трци на 400 метара.,
На овом првенству Антигва и Барбуда није освојила ниједну медаљу. Није било нових националних, личних и рекорда сезоне.

## Учесници
Жене:
- Саманта Едвардс — 400 м

## Резултати

### Жене
| Атлетичарка     | Дисциплина | Лични рекорд | Квалификација | Квалификација | Полуфинале            | Полуфинале            | Финале                | Финале  | Детаљи |
| Атлетичарка     | Дисциплина | Лични рекорд | Резултат      | Место         | Резултат              | Место                 | Резултат              | Место   | Детаљи |
| --------------- | ---------- | ------------ | ------------- | ------------- | --------------------- | --------------------- | --------------------- | ------- | ------ |
| Саманта Едвардс | 400 м      | 53,52 НР     | 54,74         | 5. у гр. 4    | Није се квалификовала | Није се квалификовала | Није се квалификовала | 18 / 18 |        |